# 豊橋市立汐田小学校
豊橋市立汐田小学校（とよはししりつ しおたしょうがっこう）は、愛知県豊橋市牟呂町にある公立小学校。

## 概要
- 牟呂町（字松崎の一部、字中西、字東里の一部、字大塚、字百間、字古田、字北汐田、字南汐田、字松東、字松島東、字古幡焼、字松島、字奥山、字奥山新田）、東脇1丁目のの一部、東脇2丁目の一部、東脇3丁目の一部、東脇4丁目の一部などが校区であり、公立中学校の進学先は豊橋市立牟呂中学校である。

## 沿革
- 1990年（平成2年）4月 - 豊橋市立牟呂小学校から分離し、豊橋市立汐田小学校として開校。

## 交通アクセス
- 東海道新幹線・東海道本線・名鉄名古屋本線豊橋駅下車、徒歩約30分。
- 豊橋鉄道渥美線新豊橋駅下車、徒歩約30分。
- 豊鉄バス牟呂線【81系統・82系統】、神野ふ頭線【83系統】「東脇」より徒歩約3分。

## 周辺施設
- 豊橋市立牟呂中学校
- 豊橋市立牟呂小学校
- 寿泉寺いずみ幼稚園
- 牟呂八幡宮
- ホリデイ・スクエア
  - ロワジールホテル豊橋
  - MEGAドン・キホーテ豊橋店
  - ユナイテッド・シネマ豊橋18
  - エックスボウル 豊橋
- 豊橋信用金庫藤沢支店
- 大垣共立銀行藤沢支店